# Herbe à pipe
L'herbe à pipe (en anglais pipe-weed), est une plante de fiction, appartenant à la flore de la Terre du Milieu, l'univers de l'écrivain britannique J. R. R. Tolkien ; elle est mentionnée notamment dans le roman Le Seigneur des anneaux.
Il s'agit d'une plante fumable du  genre Nicotiana, avec laquelle les hobbits produisent ce que l'on peut assimiler à du tabac. Sa culture dans la Comté est attestée dans les années 1070 C.C. (le « calendrier de la Comté ») quand Tobold Sonnecor de Langoulet la fit pousser dans ses jardins du Quartier du Sud, district où sont toujours cultivées les meilleures espèces comme la Feuille de Longoulet, la Vieux Tobie ou l'Etoile du Sud.
La plante fut certainement importée de Bree, mais selon Meriadoc Brandebouc, on la trouve aussi dans d'autres contrées de la Terre du Milieu, comme au Gondor, où on la nomme galenas douce.
L'art de fumer est très prisé chez les hobbits et s'est étendu aux Rôdeurs et autres populations autour de Bree ; de manière plus anecdotique, Gandalf et Saroumane apprécient aussi l'herbe à pipe. Ce dernier la fit importer en Isengard et ce fut peut-être cette attirance qui, avant la vengeance envers les Hobbits après la ruine de l'Isengard, le décida à dominer la Comté.

## Effetspharmacologiques
Depuis les années 1960, certains spécialistes[Qui ?] de l'œuvre de Tolkien ont fait valoir que les effets de l'herbe à pipe s'apparentent plus à ceux du cannabis qu'à ceux du tabac[réf. nécessaire]. Un effet bien connu du cannabis est qu'il augmente l'appétit, ce qui expliquerait que les hobbits sont à la fois de gros fumeurs d'herbe à pipe et des gastronomes toujours dotés d'un énorme appétit. La consommation régulière de tabac en revanche aurait sur les hobbits amateurs de nourriture un effet indésirable, puisqu'il est connu pour réduire l'appétit.
Tolkien n'a jamais écrit explicitement que l'herbe à pipe est du tabac ordinaire (en fait il évite soigneusement d'employer le mot « tabac »), si bien qu'il n'y a pas de vrai consensus concernant la plante que le mot herbe à pipe désigne réellement. Mais compte tenu du fait que Tolkien était lui-même un gros fumeur de tabac, il est probable que son intention était de faire de l'herbe à pipe quelque chose de similaire, sinon d'identique au tabac.
Une description concrète des effets de l'herbe à pipe est donnée par Gandalf à Saroumane, lors d'une réunion du Conseil Blanc : 

« Le conseil s'était réuni à Rivendell et Gandalf siégeait à l'écart, silencieux mais fumant sans discontinuer (une chose qu'il n'avait jamais faite avant), tandis que Saruman parlait contre lui et (contrairement à son avis) demandait qu'on s'abstienne pour l'instant d'inquiéter Dol Guldur. Le silence et la fumée semblèrent irriter prodigieusement Saruman, et avant que le Conseil ne se dispersât, il dit à Gandalf : « Lorsqu'il est question de choses graves, Mithrandir, je m'étonne vraiment que tu t'amuses avec tes jouets de feu et de fumée, tandis que d'autres discourent avec ferveur. » Gandalf rit et répliqua : « Tu ne t'en étonnerais pas si tu avais toi-même pris goût à cette herbe. Tu t'apercevrais que la fumée que l'on exhale vous éclaircit l'esprit et chasse les ombres. De toute manière, cela donne de la patience, et permet d'écouter sans colère les choses fausses. »

— J. R. R. Tolkien, Contes et légendes inachevés, chap. IV : « La Quête de l'Anneau ».
Alors qu'à l'origine Saruman reprochait à Gandalf de fumer, il finit par prendre lui-même cette habitude. Après la destruction de l'Isengard, de l'herbe à pipe fut découverte dans les celliers, mais les hobbits Merry et Pippin ne réalisèrent pas tout de suite que Saruman faisait du commerce avec la Comté.